# Kathedrale von Navrongo

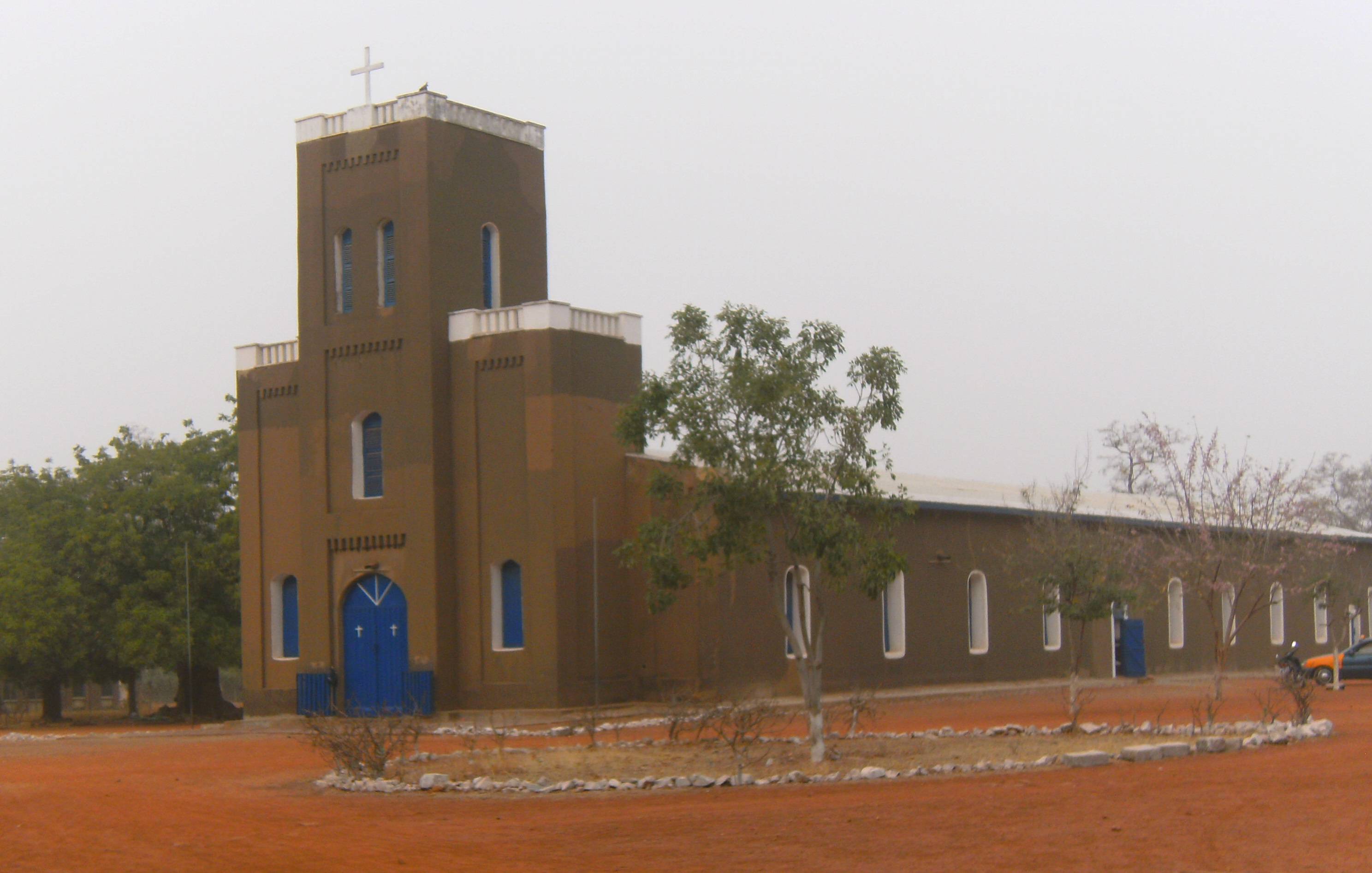
Kathedrale von Navrongo

Die Kathedrale von Navrongo oder die Kathedralbasilika Maria von den Sieben Schmerzen ist eine römisch-katholische Kirche in Navrongo, einer Stadt im Norden Ghanas. Die Kathedrale des Bistums Navrongo-Bolgatanga wurde unter dem Gedenken der Sieben Schmerzen der Gottesmutter gewidmet und trägt den Titel einer Basilica minor.

## Geschichte
Auf dem Gelände der 1904 geschaffenen britischen Militärbasis begründeten 1906 drei franko-kanadischen Missionare der Weißen Väter eine Mission. Sie bauten 1907 nach Unterkünften eine einfache Kapelle, die 1910 durch eine größere, immer noch provisorische ersetzt wurde. Weiter wurde eine Schule gebaut. 
1920 wurde die heutige Kirche als dauerhaftes Gebäude errichtet, das erste große Gebäude der Region. 1934 wurde die Kirche zur Kathedrale des Apostolischen Vikariats erhoben. 1956 wurde die Kirche zum Sitz des neu geschaffenen Bistums Navrongo. Zwischen 1992 und 1995 mussten Dach und Kirchturm ersetzt werden, da die verwendeten Baumaterialien zerfielen. 2006 verlieh Papst Benedikt XVI. der Kathedrale zusätzlich den Titel einer Basilica minor.
Die Kathedrale steht seit dem Jahr 2000 auf der Tentativliste des UNESCO-Welterbes in Ghana.

## Bauwerk
Das 60 Meter lange und 14 Meter breite Bauwerk ist eine Mischung aus europäischen Bauformen und afrikanischen Materialien und Gestaltungen. Das rechteckige Gebäude verfügt an der Vorderfront über einen 13 Meter hohen Kirchturm aus dem Jahr 1927 und im Inneren über ein großes Kirchenschiff. Die Wände wurden aus einer Mischung aus Lehm, Kuhdung und einem Fruchtextrakt gehärtet und erhielten dadurch einen wasserfesten Putz, wodurch das Bauwerk auch den Beinamen Mud Cathedral erhielt. Statt des anfangs flachen Dach wurde 1925 ein Satteldach als Holzkonstruktion mit Blechverkleidung aufgesetzt, im Inneren wurde es durch Säulenreihen gestützt. Die Ausgestaltung des Innenraums wurde durch den in den frühen 1970er Jahren angekommenen Kizito Avereyire initiiert und lokale Künstler umgesetzt. Die Wände wurden so mit Bildern von Tieren und Alltagsszenen im lokalen Stil des Kassena-Nankana Districts dekoriert. Der Eingangsbereich ist mit neutestamentarischen Szenen der Weihnachtsgeschichte und des letzten Abendmahls gestaltet.